# ديزاير ريبورت 4 بلس: سومر ميموريز
ديزاير ريبورت 4 بلس: سومر ميموريز (بالإنجليزية: Disaster Report 4 Plus: Summer Memories)، هي لعبة فيديو يابانية، من تطوير غرانزيلا، ونشرها شركة نيبون إشي سوفت وير، صدرت اللعبة في الأسواق سنة 2018، وتعمل على منصات بلاي ستيشن 4، مايكروسوفت ويندوز ونينتندو سويتش.